# Torneo Súper 20 2020
El Torneo Súper 20 de 2020 fue la cuarta edición del torneo oficial de pretemporada que, a raíz de la pandemia, se disputa durante la temporada. También por ese motivo el torneo se disputó con un nuevo formato, en el cual se contabilizaron partidos de la temporada regular de la Liga Nacional para determinar los equipos que definieron el certamen. El torneo se disputó durante febrero del 2021 íntegramente en el Estadio Obras Sanitarias en Buenos Aires, dentro del marco de la burbuja en la cual se disputa la temporada.
El campeón fue Quimsa, que ganó todos los partidos del final four. Además el jugador estadounidense Brandon Robinson fue elegido el mejor del torneo.

## Equipos participantes
| Región                    | Cantidad |
| ------------------------- | -------- |
| Provincia de Buenos Aires | 4        |
| Capital Federal           | 4        |
| Corrientes                | 3        |
| Santiago del Estero       | 2        |
| Córdoba                   | 2        |
| Chubut                    | 1        |
| Formosa                   | 1        |
| Misiones                  | 1        |
| Santa Cruz                | 1        |
| Santa Fe                  | 1        |

| Club                   | Ciudad              | Entrenador                     | Estadio                                | Capacidad |
| ---------------------- | ------------------- | ------------------------------ | -------------------------------------- | --------- |
| Argentino              | Junín               | Matías Huarte                  | El Fortín de las Morochas              | 1500      |
| Atenas                 | Córdoba             | Cristian Colli y Nicolás Arduh | Polideportivo Carlos Cerutti           | 3424      |
| Boca Juniors           | Buenos Aires        | Gonzalo García                 | Microestadio Luis Conde                | 2000      |
| Ciclista Olímpico      | La Banda            | Leonardo Gutiérrez             | Vicente Rosales                        | 3400      |
| Comunicaciones         | Mercedes            | Ariel Rearte                   | Estadio de Comunicaciones              | 3500      |
| Ferro Carril Oeste     | Buenos Aires        | Federico Fernández             | Estadio Héctor Etchart                 | 3500      |
| Gimnasia y Esgrima     | Comodoro Rivadavia  | Martín Villagrán               | Estadio Socios Fundadores              | 1453      |
| Hispano Americano      | Río Gallegos        | Gabriel Piccatto               | Gimnasio Municipal Juan Bautista Rocha | 500       |
| Instituto              | Córdoba             | Sebastián Ginóbili             | Gimnasio Ángel Sandrin                 | 2000      |
| La Unión de Formosa    | Formosa             | Daniel Cano                    | Estadio Cincuentenario                 | 4500      |
| Libertad               | Sunchales           | Sebastián Saborido             | El Hogar de los Tigres                 | 4000      |
| Oberá Tenis Club       | Oberá               | Leandro Hiriart                | Estadio Dr. Luis Augusto Derna         | 2000      |
| Obras Basket           | Buenos Aires        | Bernardo Murphy                | Estadio Obras Sanitarias               | 3000      |
| Peñarol                | Mar del Plata       | Carlos Romano                  | Polideportivo Islas Malvinas           | 8000      |
| Platense               | Florida             | Alejandro González             | Estadio Obras Sanitarias               | 3000      |
| Quimsa                 | Santiago del Estero | Sebastián González             | Ciudad                                 | 5000      |
| Regatas Corrientes     | Corrientes          | Lucas Victoriano               | José Jorge Contte                      | 3400      |
| San Lorenzo de Almagro | Buenos Aires        | Silvio Santander               | Polideportivo Roberto Pando            | 2200      |
| San Martín             | Corrientes          | Diego Vadell                   | El Fortín Rojinegro                    | 2500      |
| Weber Bahía            | Bahía Blanca        | Martín Luis                    | Dow Center                             | 4000      |

1. ↑  Hispano Americano utiliza en la máxima división categoría el Gimnasio Municipal Juan Bautista Rocha. Su estadio es el Estadio Tito Wilson, con capacidad para 500 espectadores.
2. ↑  Platense utiliza en la máxima división categoría el Estadio de Obras Sanitarias. Su estadio es el Microestadio Ciudad de Vicente López, con capacidad para 800 espectadores.

## Formato de competencia
El torneo, a diferencia de ediciones pasadas, se disputó usando como base la primera ronda de la temporada regular de la Liga Nacional de Básquet 2020-21. Tras los diecinueve encuentros entre todos los equipos, es decir, una vez se hayan enfrentado todos contra todos una vez, los cuatro mejores acceden a la definición del torneo, el Final four.
La definición del torneo se juega todos contra todos una única vez, sumando dos puntos el equipo ganador del partido y un punto el equipo perdedor. Aquel equipo que sume más puntos es proclamado campeón. En caso de empate en puntos se define por los resultados entre los equipos participantes.

## Final four
| Equipo                  | PJ | PG | PP | Pts |
| ----------------------- | -- | -- | -- | --- |
| Quimsa (C)              | 3  | 3  | 0  | 6   |
| San Martín (Corrientes) | 3  | 2  | 1  | 5   |
| Obras Basket            | 3  | 1  | 2  | 4   |
| Instituto               | 3  | 0  | 3  | 3   |

|     |          |
| (C) | Campeón. |

| 25 de febrero, 18:30 | Obras Basket                                                             | 56–67                | San Martín (C)                                                          | Buenos Aires                                                                                        |  |
|                      | Parciales: 12-21, 16-16, 19-16, 9-14                                     |                      |                                                                         | |  |
|                      | Estadísticas Fernando Zurbriggen 12 Luca Valussi 9 Fernando Zurbriggen 3 | Reporte Pts Reb Asts | Estadísticas 16 Sebastián Acevedo 10 Emiliano Basabe 6 Jonathan Machuca | Pabellón: Estadio Obras Sanitarias Árbitros: * Alejandro Chiti * Fernando Sampietro * Roberto Smith |  |

| 25 de febrero, 21:00 | Quimsa                                                           | 75–67                | Instituto                                                               | Buenos Aires |  |
|                      | Parciales: 22-18, 14-21, 22-15, 17-13                            |                      |                                                                         | |  |
|                      | Estadísticas Diamon Simpson 18 Mauro Cosolito 7 Mauro Cosolito 6 | Reporte Pts Reb Asts | Estadísticas 15 Juan Ignacio Brussino 12 Pablo Espinoza 5 Martín Cuello | Pabellón: Estadio Obras Sanitarias Árbitros: * Fabricio Vito * Leonardo Zalazar * Sebastián Moncloba Televisión: TyC Sports |  |

| 26 de febrero, 17:00 | Quimsa                                                             | 83–81                | Obras Basket                                                                    | Buenos Aires                                                                              |  |
|                      | Parciales: 27-23, 19-17, 20-25, 17-16                              |                      |                                                                                 |                                                                                           |  |
|                      | Estadísticas Brandon Robinson 36 Alejandro Diez 9 Mauro Cosolito 5 | Reporte Pts Reb Asts | Estadísticas 26 Fernando Zurbriggen 8 Fernando Zurbriggen 7 Fernando Zurbriggen | Pabellón: Estadio Obras Sanitarias Árbitros: * Oscar Brítez * Daniel Rodrigo * Pedro Hoyo |  |

| 26 de febrero, 21:00 | San Martín (C)                                                      | 80–78                | Instituto                                                        | Buenos Aires |  |
|                      | Parciales: 13-24, 14-11, 20-13, 23-22 (T.E.: 10-8)                  |                      |                                                                  | |  |
|                      | Estadísticas Jonatha Machuca 22 Emiliano Basabe 8 Emiliano Basabe 2 | Reporte Pts Reb Asts | Estadísticas 31 Santiago Scala 10 Pablo Espinoza 4 Juan Brussino | Pabellón: Estadio Obras Sanitarias Árbitros: * Pablo Estévez * Diego Rougier * Rodrigo Castillo Televisión: DirecTV Sports |  |

| 27 de febrero, 11:00 | Instituto                                                       | 71–76                | Obras Basket                                                                   | Buenos Aires                                                                                        |  |
|                      | Parciales: 24-14, 18-18, 11-18, 18-26                           |                      |                                                                                | |  |
|                      | Estadísticas Martín Cuello 18 Ronald Jackson 11 Juan Brussino 5 | Reporte Pts Reb Asts | Estadísticas 18 Joaquín Rodríguez Olivera 8 Luca Valussi 5 Fernando Zurbriggen | Pabellón: Estadio Obras Sanitarias Árbitros: * Alejandro Chiti * Pablo Estévez * Sebastián Moncloba |  |

| 27 de febrero, 15:30 | San Martín (C)                                              | 66–72                | Quimsa                                                              | Buenos Aires |  |
|                      | Parciales: 16-13, 23-18, 19-15, 8-26                        |                      |                                                                     | |  |
|                      | Estadísticas Javier Saiz 15 Javier Saiz 10 Matías Solanas 5 | Reporte Pts Reb Asts | Estadísticas 15 Mauro Cosolito 10 Diamon Simpson 4 Brandon Robinson | Pabellón: Estadio Obras Sanitarias Árbitros: * Alejandro Chiti * Pablo Estévez * Sebastián Moncloba Televisión: TyC Sports |  |